# Take It All Away
Take It All Away es el álbum debut del cantante norteamericano Ryan Cabrera, lanzado el 17 de agosto de 2004.El disco debutó en el lugar #6 del Billboard 200 siendo este el álbum más exitoso del artista .De este álbum se desprendieron 3 singles "On the Way Down" , "True" y 
"40 Kinds of Sadness".

## Lista de canciones
1. "Let's Take Our Time"
2. "On the Way Down"
3. "True"
4. "Exit To Exit"
5. "40 Kinds of Sadness"
6. "Echo Park"
7. "Take It All Away"
8. "Shame On Me"
9. "She's"
10. "Illusions"
11. "Blind Sight"
12. "On The Way Down" [Acoustic Version]

- Bonus track (solo para Japón)

1. "I Know What It Feels Like"

## Posicionamiento
| Año  | Trabajo                  | Listas                                                                          | Posiciones       |
| ---- | ------------------------ | ------------------------------------------------------------------------------- | ---------------- |
| 2004 | Take It All Away [Album] | The Billboard 200 Top Internet Albums                                           | #6 #8            |
| 2004 | On the Way Down [Single] | Billboard Hot 100 Top 40 Mainstream Top 40 Tracks Adult Top 40                  | #15 #4 #7 #6     |
| 2004 | True [Single]            | Billboard Hot 100 Top 40 Mainstream Top 40 Tracks                               | #18 #8 #9        |
| 2005 | On the Way Down [Single] | Adult Contemporary Top 40 Adult Recurrents                                      | #35 #2           |
| 2005 | True [Single]            | Adult Contemporary Adult Top 40 Pop 100 Airplay Pop 100 Top 40 Adult Recurrents | #9 #13 #7 #9 #18 |